# Obština Bjala Slatina
Obština Bjala Slatina (bulharsky Община Бяла Слатина) je bulharská jednotka územní samosprávy ve Vracké oblasti. Leží v severozápadním Bulharsku v Dolnodunajské nížině na úpatí Předbalkánu. Sídlem obštiny je město Bjala Slatina, kromě něj zahrnuje obština 14 vesnic. Žije zde přes 23 tisíc obyvatel.

## Sídla
Všechna sídla v obštině jsou samosprávná.
- Altimir
- Bărdarski Geran
- Bărkačevo
- Bjala Slatina[p 1] (sídlo správy)
- Bukovec
- Drašan
- Gabare
- Galiče
- Komarevo
- Popica
- Sokolare
- Tărnak
- Tărnava
- Tlačene
- Vraňak

## Sousední obštiny
| Růžice kompasu | Chajredin | Mizija                | Orjachovo    | Růžice kompasu |
| Růžice kompasu | Borovan   | Sever                 | Kneža        | Růžice kompasu |
| Růžice kompasu | Borovan   | Obština Bjala Slatina | Kneža        | Růžice kompasu |
| Růžice kompasu | Borovan   | Jih                   | Kneža        | Růžice kompasu |
| Růžice kompasu | Vraca     | Roman                 | Červen Brjag | Růžice kompasu |

## Obyvatelstvo
K 15. prosinci 2024 v obštině žilo 23 211 obyvatel a bylo zde trvale hlášeno 23 866 obyvatel. Podle sčítání 7. září 2021 bylo národnostní složení následující:
- Bulhaři: 16 133 (84.1 %)
- Romové: 2 699 (14.1 %)
- Turci: 256 (1.3 %)
- ostatní[p 3]: 87 (0.5 %)

V období 2011 až 2021 v obštině ubylo 4 156 obyvatel.